# Placidus Pei Ronggui
Placidus Pei Ronggui OCSO (chinesisch 裴荣贵; * 1933) ist ein katholischer Bischof.

## Leben
Pei Ronggui engagierte sich zunächst in der Legio Mariae und predigte in der Gegend um Tianjin. 1950 wurde er als „Konterrevolutionär“ zu 15 Jahren Haft verurteilt, die er in einem Gefängnis in Shijiazhuang absaß.
Später ließ sich Pei Ronggui in dem Dorf Youtong in der Provinz Hebei nieder. 1981 wurde er zum Priester geweiht. Seine Messen in Youtong hielt er im Untergrund ab. Im Juli 1989 wurde er festgenommen und wegen „Störung der gesellschaftlichen Ordnung“ zu fünf Jahren Haft verurteilt. Im März 1993 wurde er auf Bewährung entlassen. Auch im Folgejahr wurde er mehrfach kurzzeitig verhaftet und verblieb unter Polizeibeobachtung.
Am 14. Oktober 2003 weihte ihn Peter Li Hongye, Bischof von Luoyang, zum Koadjutorbischof von Luoyang. Nach kurzem Aufenthalt in Luoyang wurde Pei Ronggui jedoch von der Polizei nach Hebei eskortiert und daran gehindert, nach Luoyang zurückzukehren. Einen ihm nahegelegten Beitritt in die Chinesische Katholisch-Patriotische Vereinigung lehnte er ab. 2011 trat er in den Ruhestand. 